# 浮城 (電影)
《浮城》是2012年的香港電影，由嚴浩執導，嚴浩和龐向怡編劇，張承勷監製，東方電影發行。郭富城、楊采妮、劉心悠、何超儀、鮑起靜和梁祖堯主演。
電影讲述了一位赤脚渔民成为香港大班的发迹史及其一家人的悲欢离合。

## 故事
長相不像中國人的布華泉（郭富城  飾），出生於漁民家庭，六個弟妹跟他的長相都不一樣。每次想問原因，換來的都是被打。有一天，泉的父親出海捕漁時，遇上了颱風而一去不返，從此泉媽除了要照顧孩子之外，還負上了很多債項，最後被逼把部份子女送進孤兒院或送給親戚。
後來阿泉透過友人劉超力（梁祖堯 飾)引領，考進帝國東印度公司做雜役。期間阿泉認識了由外國回來的 Fion（劉心悠
飾），由於在工作上獲得了Fion的幫助，令他可以在40歲之前就晉升帝國東印度公司的管理階層，不過同時卻令到阿泉的妻子阿娣（楊采妮 飾）飽受煎熬。在1997年，香港主權移交前夕發生連日暴雨，在英國旗降下之前，阿泉終於發現了自己樣子像外國人的秘密。

## 角色
| 演員           | 角色         | 介紹 |
| 鄭家星（青年） | 布華泉       | 暱稱：番仔、半生熟、布 這個名字是三個人的名字的組合，「布」是典型水上人的姓，阿奶──漁民把媽媽叫阿奶，就是姓「布」；「華」，真實的人物叫黎華安；「泉」，大名叫盧金泉，黎華安和盧金泉是親戚，阿奶是阿泉的媽媽，是黎華安的長輩。電影中的番仔阿泉後來成了大班洋行的華人大班，這是根據他們兩兄弟兩人併成一個人改编。 他的生母是一个当年捡剩菜的人，与一个英国水兵生下他之后，他母亲将他用500元卖给了这家渔民後不知所終 蜑家人，基督徒 阿娣之夫，育有一子一女 原為漁夫，後到帝國東印度公司當雜務，最後憑自己實力進修繼而晉升至帝國東印度公司經理級員工 |
| 郭富城         | 布華泉       | 暱稱：番仔、半生熟、布 這個名字是三個人的名字的組合，「布」是典型水上人的姓，阿奶──漁民把媽媽叫阿奶，就是姓「布」；「華」，真實的人物叫黎華安；「泉」，大名叫盧金泉，黎華安和盧金泉是親戚，阿奶是阿泉的媽媽，是黎華安的長輩。電影中的番仔阿泉後來成了大班洋行的華人大班，這是根據他們兩兄弟兩人併成一個人改编。 他的生母是一个当年捡剩菜的人，与一个英国水兵生下他之后，他母亲将他用500元卖给了这家渔民後不知所終 蜑家人，基督徒 阿娣之夫，育有一子一女 原為漁夫，後到帝國東印度公司當雜務，最後憑自己實力進修繼而晉升至帝國東印度公司經理級員工 |
| 颜卓灵（年輕） | 阿娣         | 布華泉的妻子，與其育有一子一女 有聽力障礙 蜑家人，原為菜尾妹 |
| 楊采妮         | 阿娣         | 布華泉的妻子，與其育有一子一女 有聽力障礙 蜑家人，原為菜尾妹 |
| 何超儀（年輕） | 阿奶         | 布華泉的養母 蜑家人，基督徒 育有6名子女 臨終前成功考獲船主牌，曾因生活艱苦而將三名子女送到由基督教所辦之孤兒院，後將因布華泉事業有成而將三人接回家 |
| 鮑起靜         | 阿奶         | 布華泉的養母 蜑家人，基督徒 育有6名子女 臨終前成功考獲船主牌，曾因生活艱苦而將三名子女送到由基督教所辦之孤兒院，後將因布華泉事業有成而將三人接回家 |
| 劉心悠         | Fion Wong    | 布華泉的好友 |
| 魯振順         | 東家         | 姓張 布華泉的一家所租用之船的船主 原對布華泉一家態度苛刻，後因香港漁業適微而討好當年事業有成的布華泉 得知布華泉的身世 |
| 陳永泉         | 牧師阿東     | 基督教教會牧師 協助布華泉上學讀書 對布華泉一家人非常關懷 |
| 蓝文俊（少年） | 劉超力       | 布華泉的好友 帝國東印度公司職員 |
| 梁祖堯         | 劉超力       | 布華泉的好友 帝國東印度公司職員 |
| 袁富华         | 泉父         | 布華泉的養父 |
| 河國榮         | McCordle     | 帝國東印度公司之大班 布華泉的伯樂，視布華泉為其得力員工 在1997年香港回歸後與妻子一同返回英國生活 |
| 朱雪梅         | Mrs.McCordle | Mr.McCordle的妻子 看不起布華泉 在1997年香港回歸後與其夫一同返回英國生活 |

## 市場推廣
電影公司安排郭富城、劉心悠、鮑起靜等在5月1日到西貢為電影《浮城》宣傳，由於電影是講述水上人的故事，安排了一艘漁船配合，郭富城表示為了演出逼真，他和楊采妮在戲中都要學水上人话，他揚言非常難學，是一大挑戰。

## 評價
香港爽報的張居說：「它拍得不比《歲月神偷》遜色，雖然兩者都只屬《獅子山下》般公整模式製作，但它拍出前者欠缺味道的細膩，幾代深厚摯情、貧富華洋階級，撇除刻意醜化大英帝國統治的刻劃，整體無疑較為完整。」
香港蘋果日報的黃國兆說：「本片有許多頗堪玩味的隱喻。或許是資源所限，製作上頗有紕漏，例如蜑家口音缺乏邏輯上的連貫（番仔小時沒有蜑家口音），但瑕不掩瑜，《浮城》是近年極具香港本土特色的佳作之一。」
明報的石琪給予電影兩星半評級(最高為五星)，他說：「劇情本來豐富動人，可惜題材過於複雜，一部電影難以概括，公映版本還似乎刪削甚多，不少地方交代不足，大大減弱了戲味劇力，變為流水帳。」

## 票房
截至2012年5月27日，上畫9天，浮城在香港的票房收入為港幣$1,223,556。

## 外部連結
- 開眼電影網上《浮城》的資料（繁體中文）
- 香港影庫上《浮城》的資料（繁體中文）
- 时光网上《浮城大亨》的資料（简体中文）
- 豆瓣电影上《浮城大亨》的資料 （简体中文）
- 爛番茄上《浮城》的資料（英文）
- AllMovie上《浮城》的资料（英文）
- 互联网电影数据库（IMDb）上《浮城》的资料（英文）